# Liaohe Pingyuan
Liaohe Pingyuan (chiń. upr. 辽河平原; chiń. trad. 遼河平原; pinyin Liáohé Píngyuán), także Nizina Południowomandżurska – nizina aluwialna w północno-wschodnich Chinach (Liaoning), wzdłuż dolnego biegu rzeki Liao He, część Niziny Mandżurskiej. Rozciąga się na długości ok. 200 km i szerokości do 150 km; na południu otwarta ku Zatoce Liaotuńskiej. Wysokość nie przekracza 50 m n.p.m.. Znaczna część niziny zbudowana jest z osadów aluwialnych naniesionych przez Liao He; na południu zbudowana z osadów morskich. Klimat monsunowy z umiarkowanie chłodną zimą i gorącym, deszczowym latem. Duża część terenu wykorzystana do uprawy (proso, soja, sorgo). Roślinność pierwotna (suche stepy na glebach kasztanowych) zachowała się tylko sporadycznie. Ważny rejon wydobycia ropy naftowej i gazu ziemnego. Główne miasta niziny to Shenyang i Anshan.